# Feier im Haus der Ewigkeit
Die Feier im Haus der Ewigkeit stellte im Alten Ägypten ein wichtiges Ritual im Totenkult dar. Mit dem Begriff  „Haus der Ewigkeit“ meinten die Ägypter die Grabanlage, die der Grabinhaber zu Lebzeiten für sein „zu wiederholendes Leben im Jenseits“ bauen ließ. Die Feier im Haus der Ewigkeit entstand auf Grundlage der altägyptischen Mythologie, wonach aus Sorge um die Ernährung der Toten und ihrer Seelen an besonderen jährlichen Festen den Verstorbenen gedacht werden soll.

## Feier im Haus der Ewigkeit

### Totenopfer
Im Verlauf der altägyptischen Geschichte bildete sich während der Jahrtausende ein umfangreicher Totenopferkult heraus, der die Beziehung zwischen den Lebenden und den Verstorbenen regelte. Die damit verbundenen Zaubersprüche, Verklärungen, Gebete, feierlichen Handlungen von Priesterschaft und Familie, Scheintüren, Statuen, Opfertafeln und Grabbeigaben sind in ihrem Umfang sowie in der zeitlichen Dauer im Vergleich mit anderen Religionen einzigartig.
Der Kult des Totenopfers bestand bereits im Alten Reich. Die Versorgung der Toten mit Speisen und Getränken hatte dort zunächst hauptsächlich das Ziel, die tägliche Verpflegung der verstorbenen Könige und der Gottheiten vorzunehmen. Aus den Pyramiden der fünften und sechsten Dynastie sind Opfersprüche und Rituale erhalten geblieben, die als Fundament der späteren Varianten des Totenkultes dienten. In diesem Zusammenhang entstanden wahrscheinlich bereits im Alten Reich das Wag- und das Thot-Fest, wobei die Wurzeln der Feste in die Thinitenzeit hinsichtlich der vorgenommenen Königsbestattungen in Abydos zurückreichen.
Später traten die Totenfeste einzelner Nekropolen hinzu, wo die Gottheit der jeweiligen Stadt auszog und die Nekropole besuchte. Hierzu gehörte auch das Fest Ziehen der Sokarbarke, das im weiteren Verlauf der altägyptischen Geschichte überall im Alten Ägypten gefeiert wurde. Den größten Bekanntheitsgrad hatte jedoch das im Mittleren Reich unter Mentuhotep II. entstandene Talfest.

### Festmahl und Festfeier
Aus dem Alten Reich sind bereits Darstellungen belegt, die den Grabherrn mit Angehörigen und Freunden beim Festmahl zeigen. Musik und Tanz rundeten als besonderer Bestandteil die Festlichkeit ab. Mit Beginn des Neuen Reiches ist ein deutlicher Wandel der alten Riten spürbar, da durch Lockerung der traditionellen Formen in der 18. Dynastie eine neue Lebendigkeit Einzug in die Festlichkeiten hält.

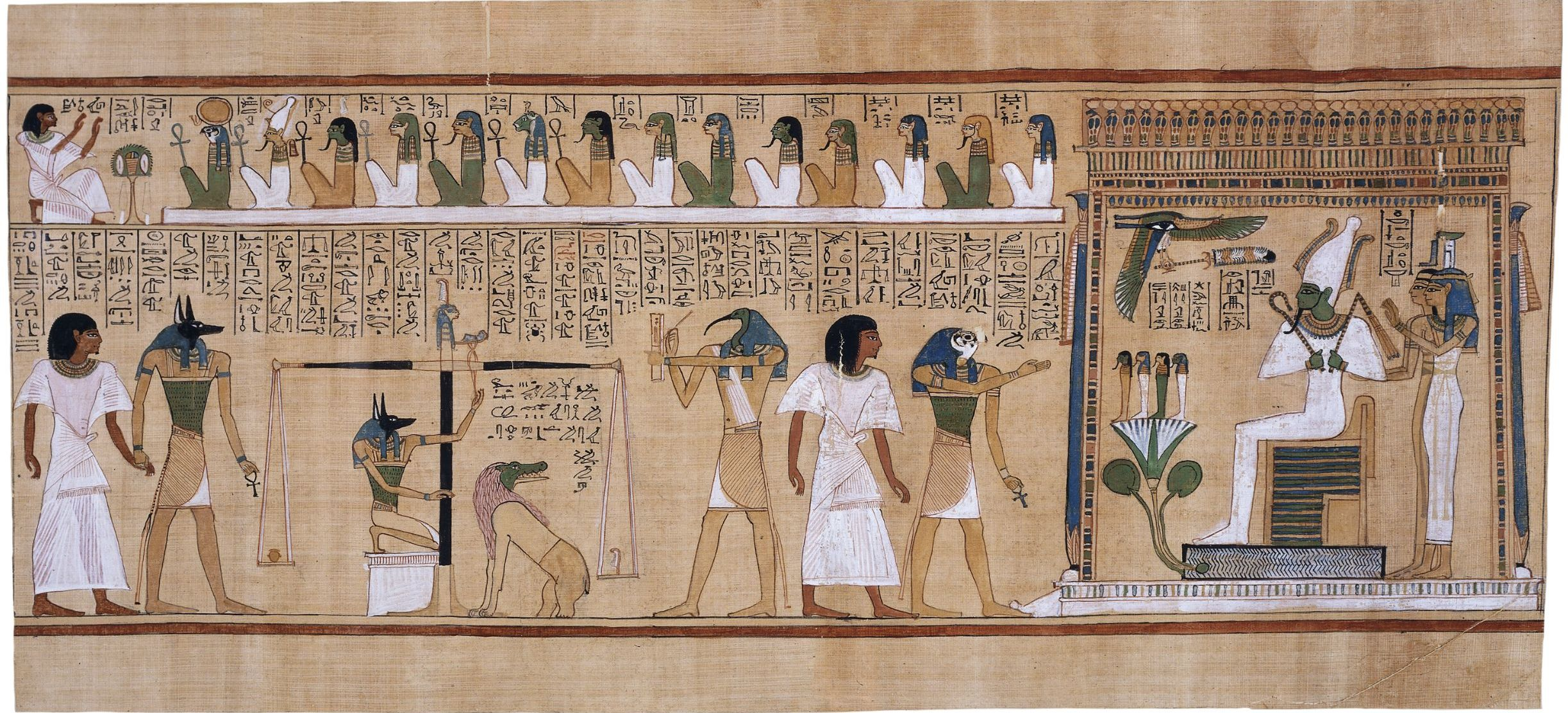
Totengericht: Szene des Wiegens des Herzens (British Museum)

In der Regierungszeit von Thutmosis III. kommen Bilder hinzu, die neben den Darstellungen der Brandopfer das  „Kommen der Tempelsängerinnen“ und das Fest „Bringen der Sträuße“ vereinen. Zeitgleich ist das Verschwinden einiger traditioneller Riten zu bemerken, so beispielsweise der alten Verklärungen, die das Aufsteigen der Verstorbenen als Totengeister als eines der zentralen Themen zum Inhalt hatten. Durch Einführung des Totenbuches erhielten weite Teile der Bevölkerung die Möglichkeit, nach dem Tod in die Duat zu gelangen. Wohl deshalb trat eine Verweltlichung verbunden mit Segenswünschen für den noch lebenden Grabherrn in den Vordergrund.
In der Folgezeit wurde die neue Entwicklung in allen Totenfeiern sichtbar. Die Feste während der Regierung von Amenophis II. stellten den Höhepunkt der lebendigen zwanglosen Festriten dar. Diese Zwanglosigkeit führte in der 19. Dynastie in den Gräbern aus der Zeit von Amenophis II. zu Übermalungen. Mädchen, welche auf Grabdarstellungen die Gäste nackt bedienten, erhielten nun Kleider, da jene Epoche rückwirkend als „anstößig“ galt. Ebenso „entschärften“ die Maler jene Szenen, die lieblichen Anmut zeigten.